# ロシアによるクリミアの併合

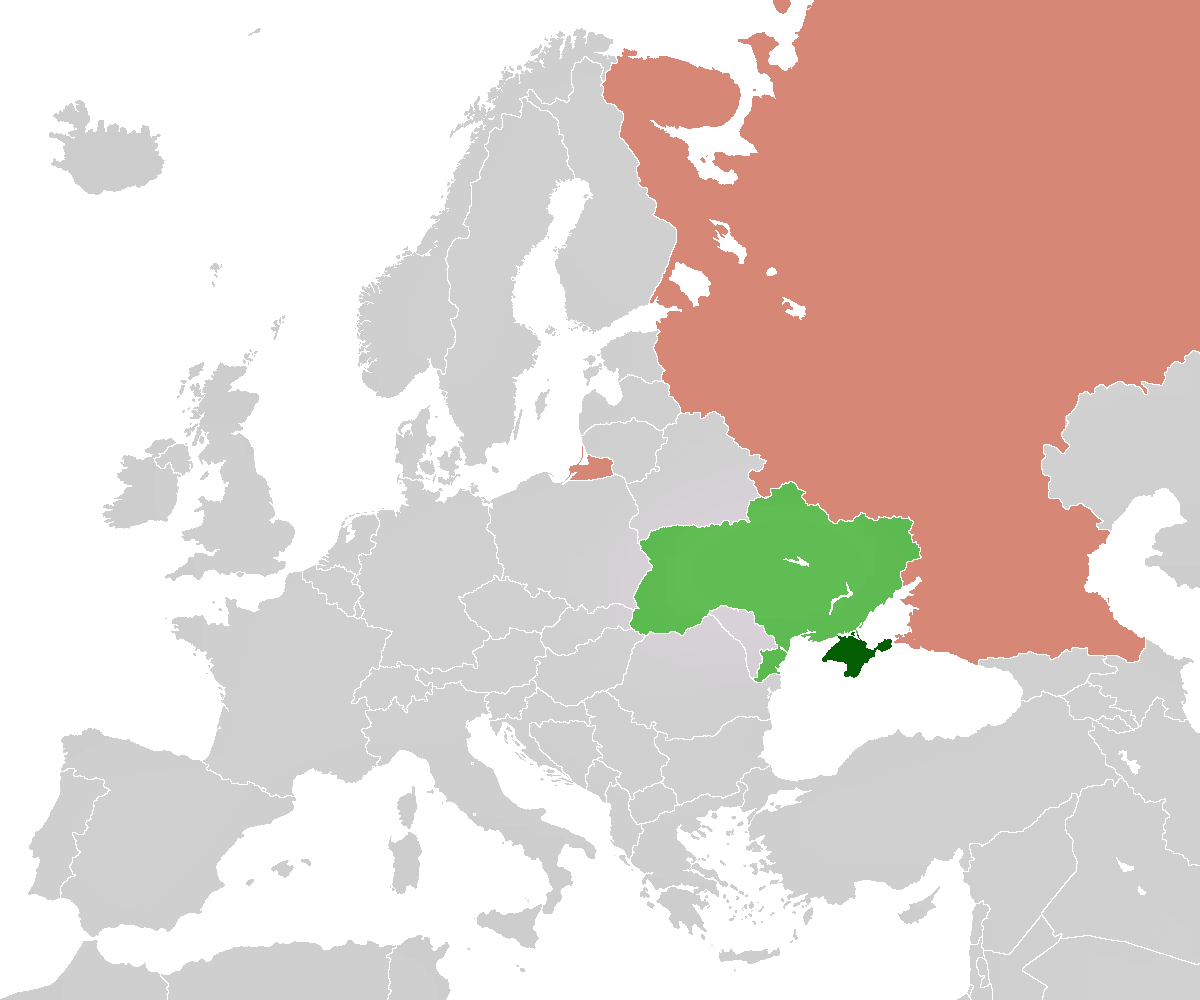
クリミア（濃緑）とウクライナ（薄緑）、ロシア（薄赤）

ロシアによるクリミアの併合（ロシアによるクリミアのへいごう）は、国際的にウクライナの領土と見なされているクリミア半島を構成するクリミア自治共和国とセヴァストポリ特別市をロシア連邦の領土に加えるもので、2014年3月18日にロシア、クリミア、セヴァストポリの3者が調印した条約に基づき実行された。
1991年のソビエト連邦崩壊・ロシア連邦成立後初の、ロシアにとって本格的な領土拡大となった。クリミアとセヴァストポリにおける住民投票、独立宣言、併合要望決議、そしてロシアとの条約締結という段階を踏んで併合宣言が行われたが、国際連合やウクライナ、そして日本を含む西側諸国などは主権・領土の一体性やウクライナ憲法に違反していることなどを理由としてこれを認めず、国際的な承認は広く得られていない。

## 歴史的背景

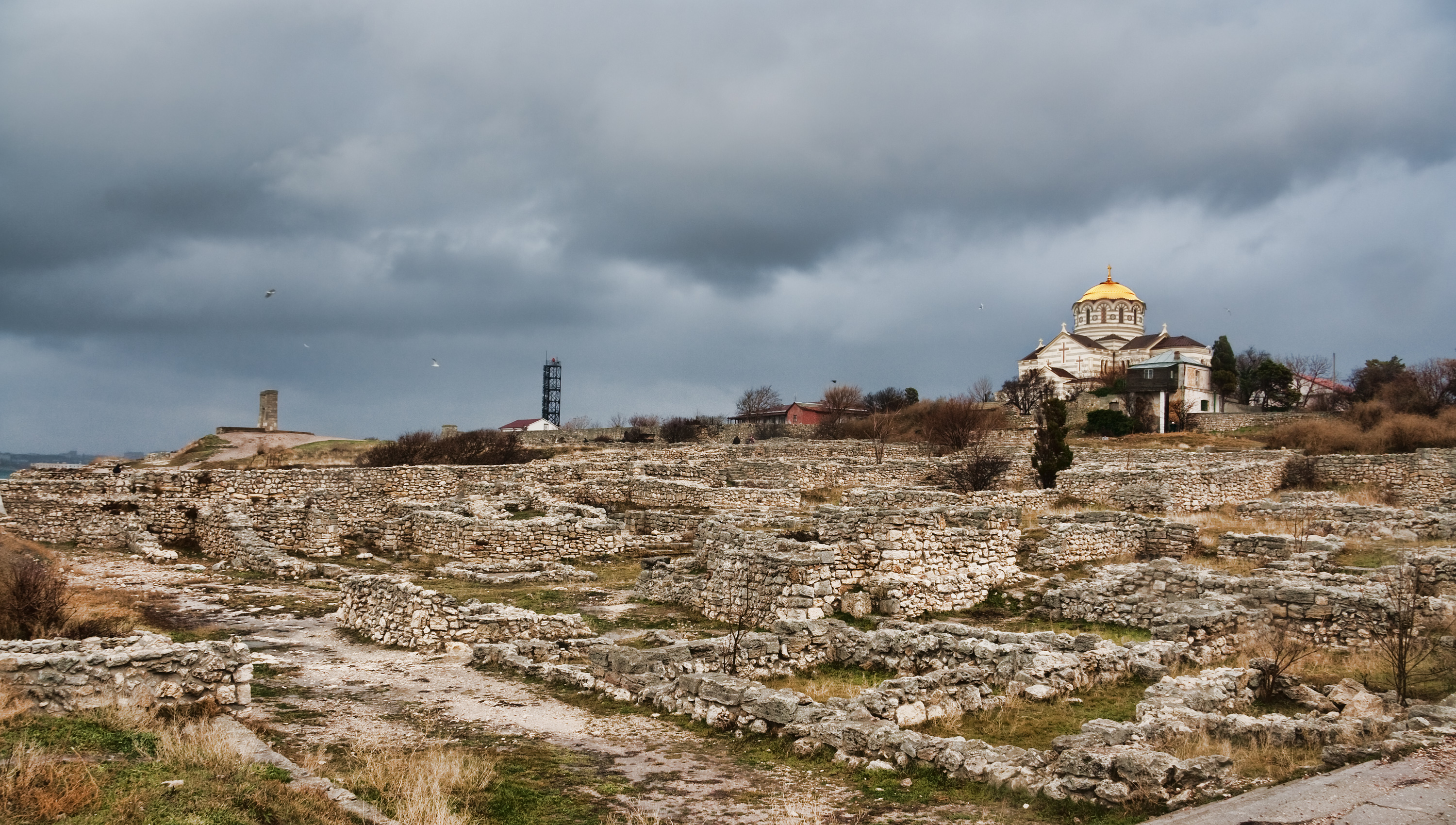
ケルソネソスの遺跡と聖ウラジーミル大聖堂。ウラジーミル・プーチン大統領は3月18日に演説で988年のクリミアでのウラジーミル聖公の洗礼にまで言及した。

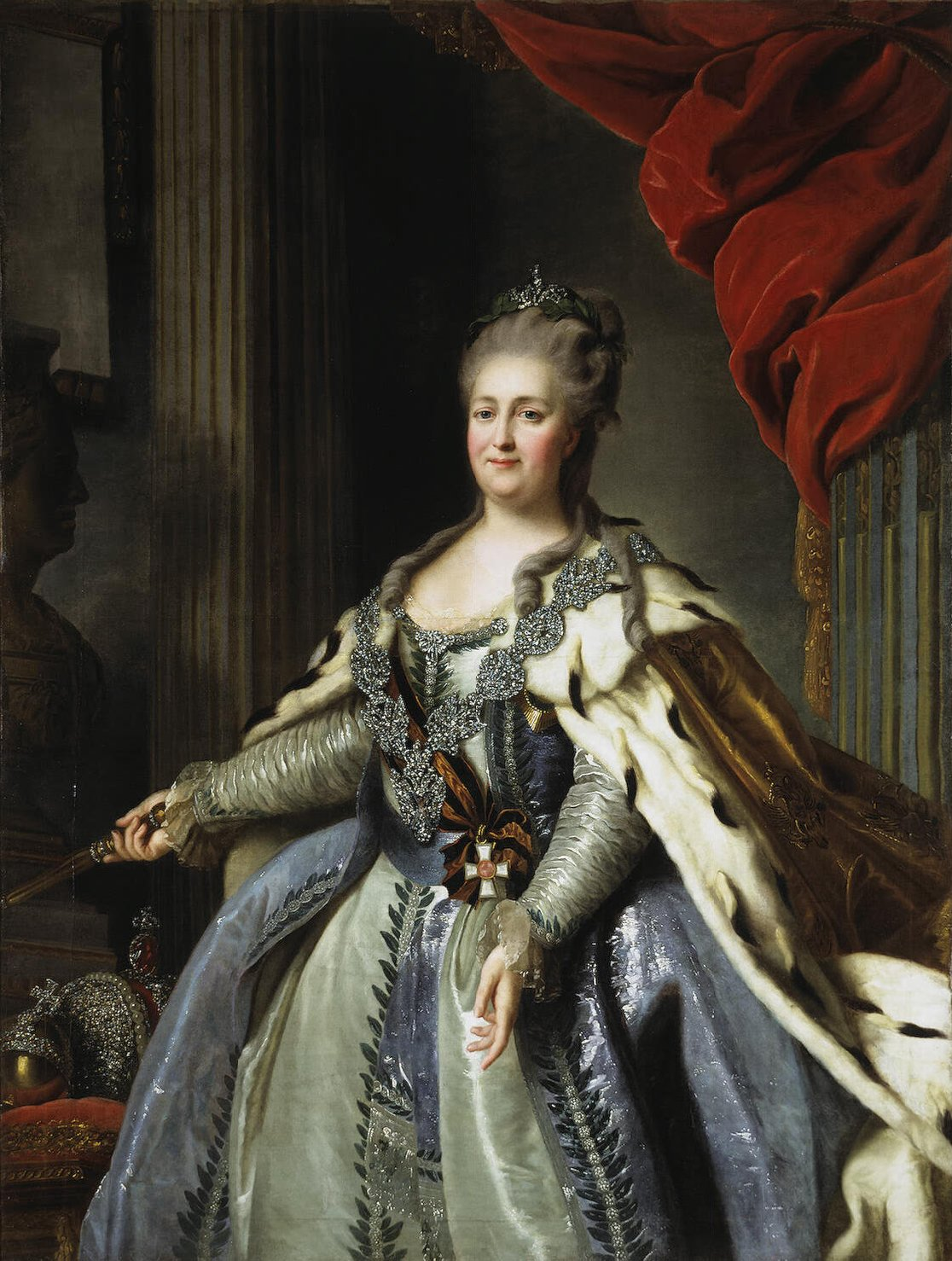
オスマン帝国の宗主下にあったクリミア・ハン国をロシアに併合した、エカテリーナ2世

ロシア連邦は、988年に全ルーシの共通の祖先であるウラジーミル1世が洗礼を受けルーシのキリスト教化の端緒を開いたのは、当時東ローマ帝国の支配下にあった植民都市ケルソネソスであったとして、クリミアが「ロシア固有の領土」であることを主張している。一方、ウクライナは、モスクワに関する初めての記述は1147年であるとし、そもそもキエフ・ルーシをロシアの起源であるとの立場を認めない立場を採っている。国家起源は、ロシア史とウクライナ史の歴史観の相違の見られる重要点の一つである。
キエフ大公国と東ローマ帝国は、13世紀前半のモンゴルのルーシ侵攻によってクリミア半島における支配権を失った。
1239年から、クリミアはモンゴル帝国の分枝であるジョチ・ウルスのテュルク＝モンゴル系諸部族（タタール）の支配下に置かれた。
クリミアにいたタタールの諸部族は、1441年にチンギス・カンの末裔であるハジ・ギレイをハンとしてクリミア・ハン国を形成した。
クリミア・ハン国が形成されたのと同じ15世紀頃、モスクワ大公国、リトアニア大公国とハン国との間の緩衝地帯となったステップ（現在のウクライナとロシアの南部）に住み着いた正教徒の人々が、コサック（コザーク、カザーク）と呼ばれる武装集団を形成した。1550年代、ウクライナ・コサックのヘトマン、ドミトロ・ヴィシネヴェツキーは、コサックを軍事組織化し、ドニエプル川の中洲にタタールの侵入に対抗するための要塞を建設した。これにより形成されたザポロージャ・シーチのコサックは、クリミア半島やオスマン帝国への襲撃を行うようになった。
コサックがポーランド・リトアニア共和国からの自立を目指したフメリニツキーの乱（1648年-1657年）では、ヘトマンのボフダン・フメリニツキーはクリミア・ハン国と同盟して挙兵した。
1682年、第二次ウィーン包囲により大トルコ戦争が開始されると、ロシアも参戦して露土戦争（1686年-1700年）を有利に進め、1700年にコンスタンティノープル条約が締結された。
1774年、露土戦争（1768年-1774年）に敗れたオスマン帝国は、キュチュク・カイナルジ条約でクリミア・ハン国に対する宗主権を放棄させられ、名目上独立したクリミア・ハン国はロシア帝国の影響下に入った。1778年にはロシアによって正教徒の住民がクリミアからアゾフ海北岸のマリウポリ周辺に強制移住させられた。そして1783年、ロシア帝国はキュチュク・カイナルジ条約を破棄してクリミア・ハン国を併合した。
当時の皇帝エカテリーナ2世の寵臣グリゴリー・ポチョムキンの主導で、クリミア半島とその北に位置するノヴォロシアと呼ばれる地域の開発が推し進められた。この時には開発のために移住させられた者の多くはウクライナ・コサックであった。
南下政策を推し進めていたロシアにとってはクリミアは格好の不凍港の建設地でありセヴァストポリ要塞などが建設されるとともに黒海艦隊が創設され、これを母港とした。
1854年のクリミア戦争ではセヴァストポリ要塞をめぐる攻防戦は黒海戦線では最大の激戦地となった。
比較的温暖な気候であることから、アレクサンドル3世がヤルタのリヴァディア宮殿を営んだように、クリミアはロシア人の保養地としてにぎわうようになった。アレクサンドル・プーシキンがバフチサライを訪れ、クリミア・ハン国の伝説に基づいた『バフチサライの泉』を著したり、レフ・トルストイやアントン・チェーホフがヤルタに一時居を構えたりしており、チェーホフの『犬を連れた奥さん』の舞台にもなっている。このようにクリミアはロシア・ロマン主義の中心地となった。
20世紀に入りソビエト連邦が成立し、クリミア・ハン国に居住していたテュルクの流れを汲むクリミア・タタール人の他に、多くのロシア人が移住しクリミアの住民を構成することとなった。
第二次世界大戦中にクリミア半島に進撃してきたドイツ国防軍に民族の一部が協力したとの疑惑から、ソビエト連邦共産党書記長ヨシフ・スターリンはクリミア・タタール人全体をシベリアやウズベクなど中央アジアへと強制追放し、その過程でクリミア・タタール人の約半数が死亡する事態となった。
第二次世界大戦後の世界情勢を決定づけたヤルタ会談が開催されたのは上述ヤルタのリヴァディア宮殿においてである。
スターリン死後の1954年、ソビエト連邦共産党第一書記ニキータ・フルシチョフによりクリミアはロシア共和国からウクライナ共和国へ両国の友好の証として割譲された。1991年にソビエト連邦は崩壊し、追放されていたクリミア・タタール人もクリミアへと帰還した。しかしソビエト連邦の崩壊後にウクライナがセヴァストポリに駐留する黒海艦隊の一部の所有権を主張したためロシアとウクライナの間に対立が発生し、クリミアではウクライナへの帰属を望まないロシア人住民を中心に分離独立を求める声が起こったが、最終的にクリミア自治共和国としてウクライナの一部となった。

## ロシアによる併合

### ウクライナ政変
2014年のウクライナにおける政変で親露派のヤヌコーヴィチ政権が崩壊し、親欧米派の暫定政権が発足したことに一部のクリミア住民が抗議し、親政権派と衝突。クリミア自治共和国最高会議（議会）をロシア兵が制圧し、内部の様子が不明なまま、クリミア自治共和国は「クリミア共和国」に移行するとの宣言が採択されたとの発表がなされ、暫定政権の支持を表明したアナトリー・モギリョフ閣僚会議議長（首相に相当）は解任され、クリミア自治共和国最高会議における小政党「ロシアの統一党」の党首であったセルゲイ・アクショーノフが首相に指名され、ウクライナ法に従わない形でアクショーノフ政権が発足したことが発表された。

### 住民投票
クリミア共和国議会とセヴァストポリ市議会はロシアへの併合を問う住民投票を3月16日に行うことを決定したが、領土変更は国民投票によってのみ議決することができるとウクライナ憲法第73条で定められており、このためキエフの暫定政権や国際連合や日米欧G7をはじめとする国々・組織は住民投票の中止を訴え、結果を受け入れないと表明する一方、ロシアは結果を尊重するとした。投票5日前の3月11日にクリミアとセヴァストポリはウクライナからの独立宣言を行い、住民投票でロシア併合が賛成多数となれば即時に独立、ロシアへの併合を求めるとの内容を決議した。これは、国際法上、当該国同士の合意なしに領土の帰属変更を行うことは認められない懸念があるため、独立宣言を行うことでウクライナからの分離を既成事実化し、独立国家としてロシアに併合されるための体裁を整えるためのものとされた。
住民投票は16日にウクライナ国内法に反する形で行われ、その結果、クリミア共和国中央選挙管理委員会は、クリミアとセヴァストポリの両方で9割以上の賛成票が投じられたと発表した。国際社会が早々に同住民投票を認めないと発表する中、ロシアは、この住民投票の結果に従って3月17日に両者はウクライナからの独立と、ロシアに併合を求める決議を採択した。

### 併合条約の締結

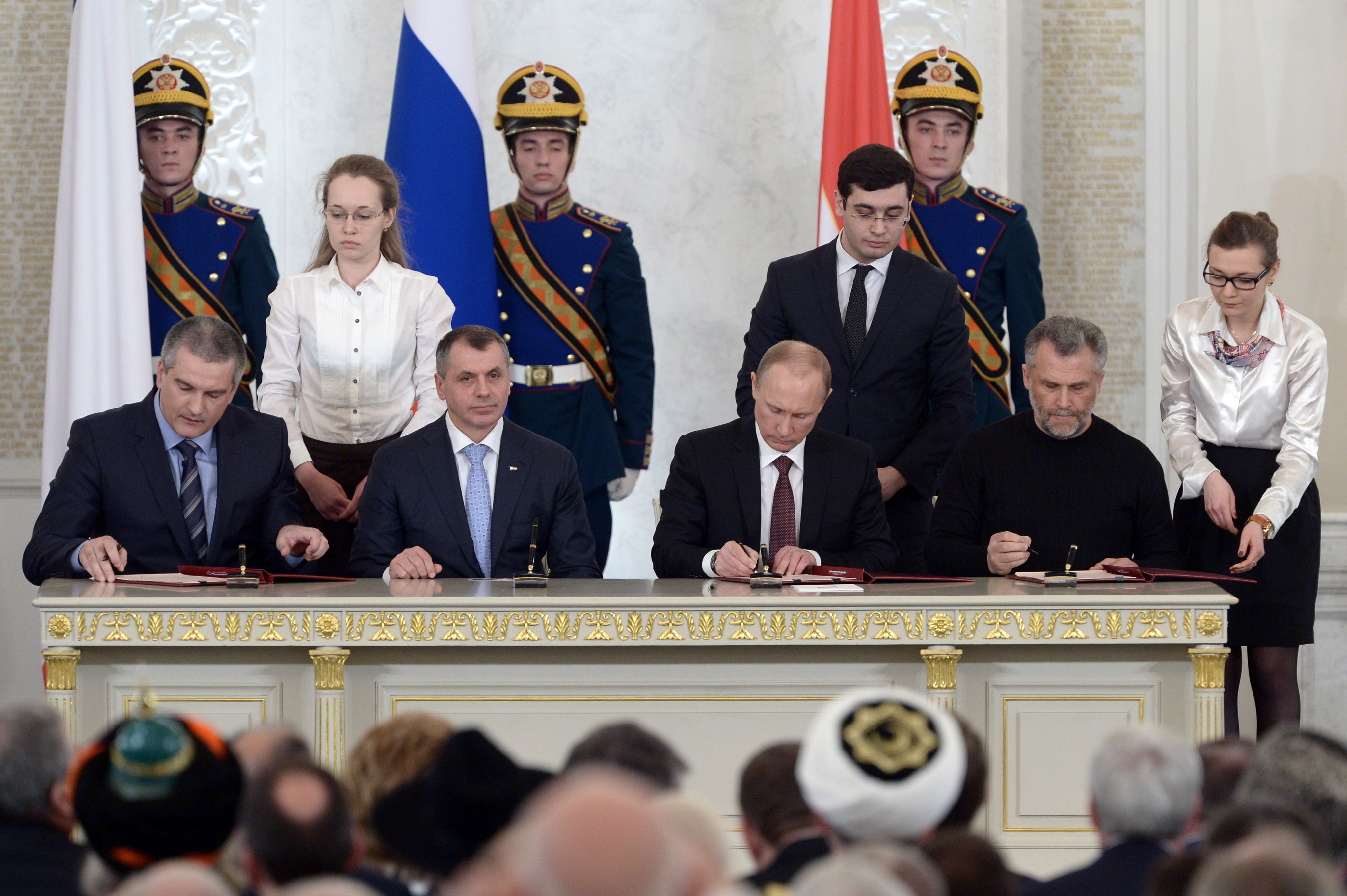
条約に調印するロシア、クリミア、セヴァストポリの代表。

2014年3月17日、ロシアは「クリミア共和国」の独立を承認。翌18日、ウラジーミル・プーチン大統領はクレムリンにおいて上下両院議員、地域指導者、社会団体代表らの前で演説し、住民投票の投票率が8割を超えたことに触れ、投票は民主主義的な手続きに則ったものであり、国際法に完全に準拠した形で行われたとした。また9割以上がロシア併合に賛成したことは、十分に説得力のある数字だとも指摘した。この結果を根拠とし、クリミアとセヴァストポリを新しい連邦構成主体としてロシア連邦に併合する関連法案の可決をロシア議会に求めて演説を終え、引き続いてプーチンとクリミア首相のアクショーノフ、クリミア国家評議会（「最高会議」から改称）議長のウラジーミル・コンスタンチノフ、そしてセヴァストポリ特別市評議会議長のアレクセイ・チャリが、ロシアとクリミア共和国の二国間条約の形式をとった「クリミア共和国をロシア連邦に併合し、ロシア連邦に新たな連邦構成主体を設立することに関するロシア連邦とクリミア共和国との間の条約）」に調印した。
プーチンはロシア併合を宣言した演説の中で次のようなことを述べている。
- 1954年にニキータ・フルシチョフがクリミアをロシアからウクライナに割譲したのは法的な根拠がなく、違法なものであった。
- クリミア内のロシア系住民は脅威にさらされており、クリミアは強力な主権国家の一部でなくてはならない。それはロシア以外にはありえない。
- ロシアはウクライナの分割を望まず、これ以上の領土的野心はない。
- ウクライナの暫定政権は違法なものであり、これを認める西側諸国は偽善である。
- 西側諸国によるロシアへの制裁は打撃となるものではない。
- ロシアは今後も、ウクライナに定住するロシア人、ロシア語を話す人々の利益を守る。

クリミアとセヴァストポリの併合に関する条約と関連法は3月20日、ロシア下院が443対1（反対者はイリヤ・ポノマリョフ）で批准。翌21日にロシア上院で出席議員155人が全会一致で批准した。これにより2016年1月1日までクリミアではウクライナの通貨であるフリヴニャとロシア通貨のルーブルが併用され以降はルーブルのみが流通することや、併合後にクリミアのうち、もとの自治共和国はロシア連邦の連邦構成主体としてのクリミア共和国に、セヴァストポリは都市単独で連邦構成主体である連邦市となることなどが定められた。ただし通貨については、3月18日にクリミアのテミルガリエフ副首相が3月いっぱいをもってフリヴニャの流通を終了しルーブルに一本化することを表明している。
3月19日にはロシア財務大臣のアントン・シルアノフが、クリミアとセヴァストポリが抱える財政赤字550億ルーブル（約15億3000万USドル）をロシアが負担すると発表。3月20日には、ロシアがクリミア住民に対しロシア旅券の発給を開始。20日には米露両国が双方に制裁を拡大すると発表し、制裁合戦の様相を呈した。

### ロシアの主張に対するウクライナの反論
ウクライナは、様々な場面により、ロシアによるクリミア併合などの論理に反論している。在日ウクライナ大使館が2014年8月から9月にかけて日本語でFacebookとTwitterの公式アカウントでウクライナの立場を主に以下のように表明した。
- ロシア国史全体において（モスクワに関するはじめての記述は1147年）クリミア半島がロシア領だったのは171年間（1783年から1954年）だけ。
- クリミア半島は、ロシア・ソビエト連邦社会主義共和国（ソ連時代）には33年間（1921年から1954年）しか入っていない。ウクライナ・ソビエト連邦社会主義共和国への編入が行われてから、2018年時点で既に64年間、クリミア半島はウクライナ領。
- 1954年のクリミア編入手続きは合法的に行われた（1954年6月2日のロシア・ソビエト連邦社会主義共和国最高会議で、ロシア共和国憲法とソ連憲法の間に齟齬のないことを満場一致で確認し、共和国構成主体について書かれたロシア共和国憲法第14条の変更に賛成、クリミア州の法的な離脱を確定）。
- 国際連合や欧州安全保障協力機構が行った様々な調査により、逆にロシア人の人権やロシア語話者の権利は守られていることが明らかになっている。
- ウクライナの東・南部で実施された世論調査（2014年4月）によると、72%の市民が、ロシア語話者の権利が奪われているとの意見に賛成しないと回答している。
- ロシア大統領は、クリミア併合を決めたのは、「ウクライナの合法的なヤヌコーヴィチ大統領が追い出された（2014年2月22日）あと」とか「クリミアの住民がキエフのバンデラ政府に脅されたあと」、クリミアの住民への世論調査の結果を見て決めたと言っているが、アナリスト達は、クリミアの武力による占領の準備が数年前には始められていて、2013年秋から冬にかけての時期が、その準備の最終段階だったと説明している。証拠1：2013年12月28日、ロシア大統領が署名して、公の場でロシア領土の一体性を侵害するような言動の刑事責任を問えるようにする法律が作られたこと。証拠2：クリミア併合に直接関わった人物に授与されたロシア国防省のメダルに「2014年2月20日〜3月18日クリミア回帰」と書かれており、ヤヌコーヴィチ大統領が国外逃亡する以前の日付にクリミア編入計画が始まったことが示唆されていること。
- ウクライナのクリミア自治共和国を含め一部の地域だけで住民投票を実施するのは、ウクライナ法に違反。ウクライナの「国民投票法」によると、一部の地域だけで行う住民投票は規定されていない。クリミアや他の地域が住民の意志でウクライナから離脱することが法的に認められても、その住民投票を行う場合、国際法の観点から、以下3つのルールを守る必要あり。1：非軍事化（軍事力は、実施地域から排除されねばならない）。2：民主化（自由で民主的に意思表示を行うための条件が整えられなければならない）。3：非過激化（過激な武装勢力の活動は禁止されねばならない）。プロセスは全て国連の管理の下で行われなければならず、外国軍が占領している状態で実施された住民投票に、法的効力はない。クリミア自治共和国では、どの条件も満たされていなかった。クリミアでは、閣僚会議が違法に解散され、自称「政府」や「議会」が「住民投票」を決定・準備・実施し、その間、ロシア軍がずっと監視をしていた。ロシアは、ずっと「軍はいない」と主張していたが、「住民投票」が終わってから、プーチン大統領はロシア軍が活動していたことを自白。
- 「住民投票」の結果は、投票率がクリミア自治共和国で81.4%、セヴァストーポリで89.5%、そしてロシアへの併合賛成は96.77%と95.6%だったと発表されたが、この数値は、ロシア大統領直轄の市民社会・人権発展会議のサイトに短期間公開された情報で否定された。そのサイトで発表された情報では、「住民投票」に参加したのは、30%以下で、その中の50%程度の人が併合に賛成。「住民投票」をボイコットしたクリミア・タタール人の代表機関メジュリスの調査では、投票したクリミア住民は30－40%ぐらいだった。International Republican Institute (IRI)が2011年11月と2013年5月に行った世論調査では、クリミアのロシア併合を望むのは23～33%、ウクライナに残ることに賛成するのは49～53%だった。

また、ウクライナの主権と領土保全を誓約した1991年のCIS創設に関する協定や1997年のロシア・ウクライナ友好協力条約などロシアが締結してきた諸協定に反していることも指摘された。

## 併合条約
2014年3月18日に署名された「クリミア共和国をロシア連邦に併合し、ロシア連邦に新たな連邦構成主体を設立することに関するロシア連邦とクリミア共和国との間の条約」の中身は次のようなものである。
- 条約に調印した日をもって、クリミア共和国（セヴァストポリを特別な地位を有する都市として包括する）はロシア連邦への併合されたものとする。（第1条）
- クリミア共和国とセヴァストポリ連邦市は、クリミアがロシアへ併合された日をもって、ロシアの新たな連邦構成主体となる。（第2条）
- ロシア連邦はクリミア共和国とセヴァストポリにおいて母語を維持し、その教育発展を行うことを住民に保障する。クリミア共和国の公用語はロシア語、ウクライナ語、クリミア・タタール語とする。（第3条）
- クリミア共和国がロシアに併合された日をもって、クリミアやセヴァストポリに恒久的に居住しているウクライナ国民や無国籍の市民はロシア国民となる。ただし、併合から1ヶ月以内に現在の国籍を維持したいと届け出た者はこの限りではない。（第5条）
- クリミア併合から2015年1月1日までを移行期間とし、経済、財政、法律上などの問題を処理する。（第6条）
- クリミア共和国とセヴァストポリで徴兵されたロシア市民は、2016年までクリミアとセヴァストポリの領土内で任務につく。（第7条）
- ロシア連邦の構成主体としてのクリミア共和国とセヴァストポリの政府を発足させるための選挙は、2015年9月の第2日曜日（9月14日）に実施される。それまではクリミアとセヴァストポリの議会が政府機関として引き続き任を担う。（第8条）

### 予定事項
- 2015年1月1日：併合に伴う移行期間が終了。この日までに経済、財政、法律上などの問題を処理することとされている。
- 2015年9月14日：クリミアとセヴァストポリで地方政府発足のための選挙を執行。

## 国際社会の反応

2014年のクリミア危機に対する世界各国の反応。
----
紛争の平和的解決をもとめる声明を出しただけの国
ウクライナの領土の一体性を支援する国
ロシアの行動を強く非難する国
ロシアの行動を軍事介入と解釈する国
ロシアの行動を支持、もしくはウクライナ暫定政府を非難する国
ロシアの国益を承認する国
----
ウクライナ
ロシア

ロシアによる併合を認めないとする国際連合総会決議68/262への投票結果
賛成
反対
棄権
欠席
国連非加盟国・地域

2014年2月28日にウクライナは「ウクライナの領土保全を脅かすクリミア自治共和国における状況の悪化」を理由に国連安保理緊急会合の開催を求める訴状を提出した。この訴状を受けて3月15日には安保理会合が開催され住民投票を認めないよう国連加盟国に求める安保理決議案が採決されたが、この決議案はロシアの拒否権行使により否決された。そこで3月27日にこの安保理決議案とほぼ同趣旨の国連総会決議68/262が採決され、賛成100、反対11、棄権58（欠席24）で採択された。
- ウクライナ - ロシアによる併合は容認しない立場で、3月20日には議会でクリミアは過去も現在も未来もウクライナの一部と宣言[19]。3月19日には独立国家共同体(CIS)からの離脱や、ロシア人に対する入国ビザの発行拒否、クリミア半島への水道水供給を断絶といった対抗措置を表明した[39]。また国際連合に対し、クリミア半島を非武装地帯とする提案を行った[40]。

- 中華人民共和国 - 外交部の洪磊報道官は、「各国の主権と領土保全を尊重するとし、対立を激化させる行動は避けるべきだ」としてアメリカによる制裁強化を暗に批判。環球時報はロシア寄りの記事を掲載した[41]。
- イギリス - デーヴィッド・キャメロン首相は住民投票とそれに続くロシアによる併合を非難[42]。G8からのロシア除名も警告した[43]。
- ドイツ - アンゲラ・メルケル連邦首相は住民投票とそれに続くロシアによる併合を非難[42]。
- トルコ - アフメト・ダウトオール首相は住民投票とそれに続くロシアによる併合を非合法として承認しない立場を表明[44]。また、チャヴシュオール外務大臣はロシアがクリミア・タタール人に関する約束を守っていないとして非難[45]。
- インド - マンモハン・シン首相はプーチン大統領に中立的立場を伝え、制裁にも加わらず[41]。
- 大韓民国 - 「ウクライナの主権、領土保全、独立は尊重されるべき」として、併合を非難する声明[46]。
- 日本 - 3月19日、安倍晋三首相は参議院予算委員会において、「ロシアによるクリミア併合はウクライナの主権・領土の一体性を侵害するもの」として非難。G7と連携し追加の制裁を行うと表明[47]。ビザ発給簡素化に向けた協議、投資や宇宙、軍事活動などに関連した締結交渉の開始を凍結するといった制裁措置を発表したが[48][49]、国内からは対応が弱いとの批判もでた[50]。
- アメリカ合衆国 - 3月18日、バラク・オバマ大統領は編入を非難[51]。20日にプーチン大統領の側近を制裁対象に加えるなど、新たな対露制裁を発表したが[52]、ウクライナにおける軍事行動への関与については否定[53]。2018年7月現在、オバマ後のドナルド・トランプ政権もロシアによるクリミア併合を認めない方針を打ち出している[54]。

国際司法裁判所（ICJ）は2017年4月19日、先住民族であるクリミア・タタール人については差別の存在を認定し、ウクライナ語教育の機会提供やメジュリスへの活動制限の停止などを求める仮保全措置を命じた。ロシア外務省は、ICJがクリミアの法的地位を審理対象にしなかったことを評価した。
国際連合難民高等弁務官事務所（UNHCR）は2017年9月25日、クリミアにおいてロシア治安当局や親露派自警団による拘束、誘拐、暴行・拷問といった「深刻な人権侵害」が多発しており、死亡者や行方不明者が出ているとの報告書を発表した。

## 画像

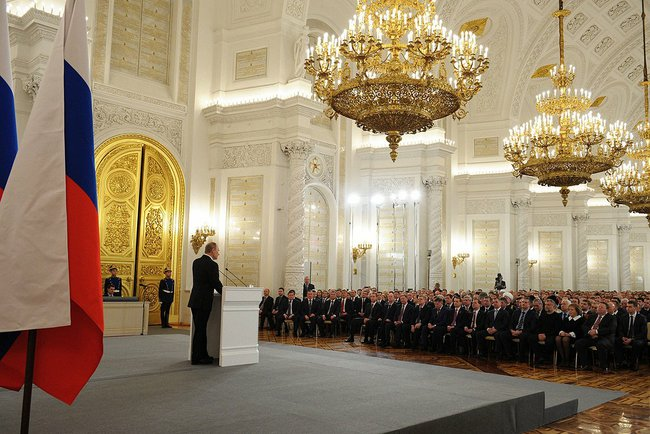
2014年3月18日、ロシア連邦議会にて上下両院議員、地域指導者らを前に演説を行うプーチン。クリミア編入を宣言した。
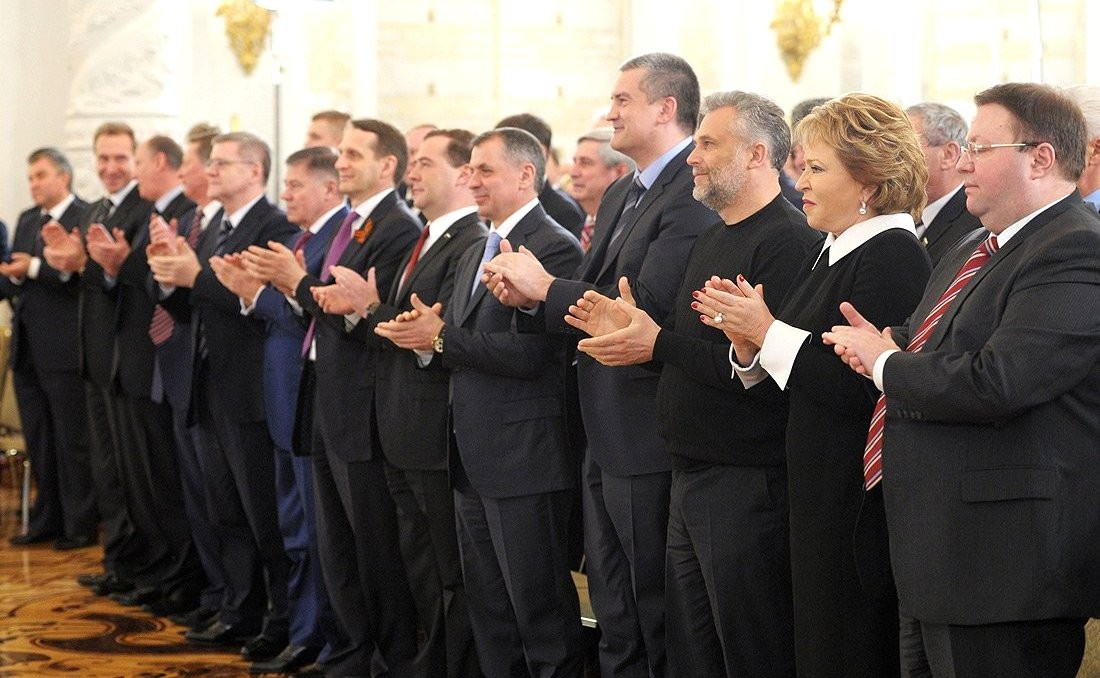
プーチンの演説終了後、立ち上がって拍手を送るロシア、クリミア、セヴァストポリの政治家。
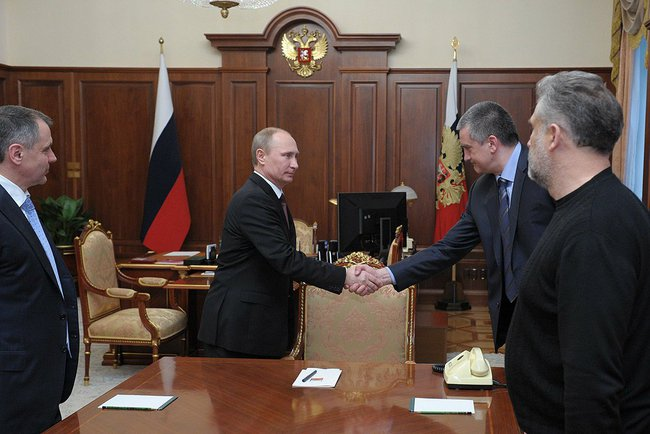
（左から）クリミア自治共和国首相のセルゲイ・アクショーノフ、一人おいてクリミア自治議会議長のウラジーミル・コンスタンチノフ、そしてセヴァストポリ特別市評議会議長のアレクセイ・チャリと握手するプーチン。
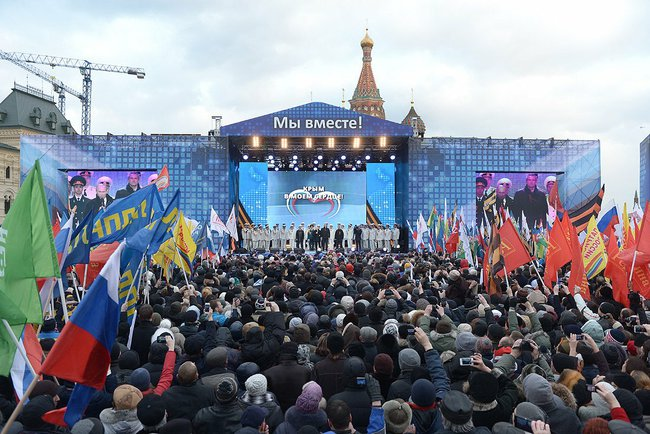
赤の広場ではクリミア編入を支持する集会が開催された。
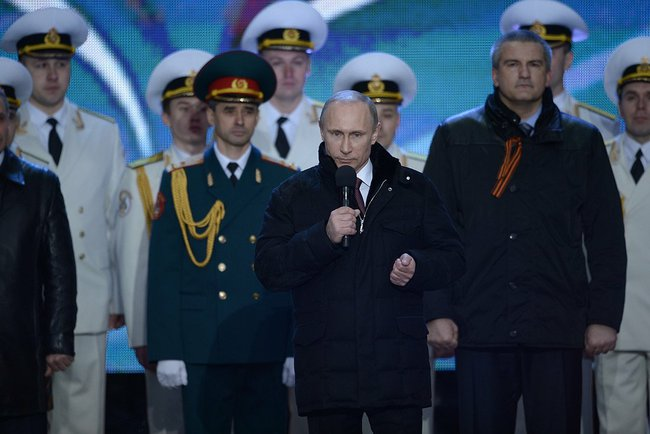
赤の広場で開催されたクリミア編入を支持する集会に登場し、聴衆に演説を行うプーチン。

## 映像
- 2014年3月18日、プーチンによる演説。
- 赤の広場で開催されたクリミア編入を支持する集会に登場し、聴衆に演説を行うプーチン。